# Йо-Йо Родріґес
Йо-Йо Родріґес (англ. Yo-Yo Rodriguez), також відома як Рогатка (англ. Slingshot) — супергероїня, вигаданий персонаж з коміксів американського видавництва Marvel Comics. Дебютувала у The Mighty Avengers #13 (липень 2008) і створена письменником Браяном Майклом Бендісом та художником Алексом Малеєвим. Володіє надлюдською швидкістю, яка активується у проміжку між ударами серця й автоматично повертає Йо-Йо на початкове місце руху. Є дочкою суперлиходія Джона Хортона (Гріффіна) та агентом організації Щ.И.Т..
Наталія Кордова-Баклі зіграла роль Йо-Йо Родріґес у телесеріалі «Агенти Щ.И.Т.» та його спін-офі, вебсеріалі «Агенти Щ.И.Т.: Йо-Йо», що є частинами кіновсесвіту Marvel. Ця версія героїні представлена як нелюд.

## Історія публікацій
Йо-Йо Родріґес уперше з'явилися на сторінках коміксу The Mighty Avengers #13 (липень 2008) за авторством письменника Браяна Майкла Бендіса і художника Алекса Малеєва. Як учасник Таємних воїнів, вона фігурувала у коміксі про них, написаному Бендісом і Джонатаном Хікменом.

## Вигадана біографія
Народившись у м. Сан-Хуан, Пуерто-Рико, вона є дочкою суперлиходія Джона Хортона, більш відомого як Гріффін. Через мутовану ДНК батька Йо-Йо отримала суперздібності, а саме надлюдську швидкість.
Під час подій сюжетної лінії «Таємне вторгнення» Нік Ф'юрі збирає команду з ціллю протистояти скруллам, яка пізніше буде названа Таємними воїнами. Серед її учасників була і Йо-Йо Родріґес, що взяла псевдонім Рогатка. Протягом однієї з місій команди, член Гідри, Горгон відриває Йо-Йо руки і вона певний час залишається неактивним членом групи. Тим не менш її оснащують кібернетичними протезами, тому Рогатка повертається до ролі супергероїні.
Вважається, що вона загинула після поєдинку з Крушителями.

## Сили та здібності
Володіє надлюдською швидкістю, що активується у проміжку між ударами серця й у кінці автоматично повертає Йо-Йо на початкове місце руху. Перед вступом до Таємних воїнів, Нік Ф'юрі навчив її рукопашному й озброєному бою, а також шпигунству. Основною зброєю Рогатки є бо (бойовий посох).

## Поза коміксів

### Телесеріали
- Версія Йо-Йо Родріґес як нелюда, родом з Колумбії, у виконанні Наталії Кордової-Баклі з'явилася у телесеріалі «Агенти Щ.И.Т.», що відноситься до кіновсесвіту Marvel.[1] Дебютувала в епізоді «Відскочивши назад» третього сезону.[11] Єлена Родріґес уперше зустрічається з агентами Щ.И.Т., коли вони розслідують крадіжку зброї у корумпованих членів Національної поліції Колумбії, що вбили її кузена Франциско. Пізніше у неї розвиваються відносини з Альфонсом «Маком» МакКензі, що дає їй кличку «Йо-Йо», спираючись на її суперсилу[12] та вона вступає до Таємних воїнів, команди нелюдей, на чолі з Дейзі Джонсон.[13] Після підписання Соковійських угод Родріґес повертається до повсякденного життя під періодичним наглядом Щ.И.Т..[14] Вона повертається у четвертому сезоні, коли зустрічається зі Сторожовими Псами.[15] Починаючи з п'ятого сезону, вона є одним з головних персонажів серіалу. Разом з іншими, Йо-Йо потрапляє у похмуре майбутнє, де Землю розірвало на шматки.[16] Там вона зустрічає свою майбутню версію з ампутованими руками. Повернувшись у наш час, у серії «Всі домашні зручності», вона дійсно втрачає руки через агентку Гідри, Рубі Гейл.[17] Лео ФІтц створює для неї кібернетичні протези[18], проте через затримку сигналів, що надсилаються від мозку до рук і навпаки, руки недостатньо швидкі і Єлена певний час не користується своєю здібністю.[19] В епізоді сьомого сезону «Після, до» героїня усвідомлює, що утримувала сили не фізично, а психологічно, вона звертається до свого минулого і тепер може не повертатися на початкове місце руху.[20] Роком після останньої сумісної місії головних героїв серіалу показано, що Йо-Йо є одним з провідних агентів Щ.И.Т., підтримуючи тісний зв'язок з директором організації Маком і співпрацюючи з Пайпер та Девісом.[21]

### Вебсеріали
- Кордова-Баклі повторила роль Єлени Родріґес у вебсеріалі «Агенти Щ.И.Т.: Йо-Йо» (2016), що складається з шести кількахвилинних частин.[1][22] За сюжетом Йо-Йо полює на Віктора Рамона, який відповідальний за смерть її кузена і співпрацює зі Сторожовими Псами.